# أوليفيرا دي ازميس
أوليفيرا دي ازميس هي مدينة من مدن البرتغال تقع في مدينة بورتو. يبلغ عدد سكانها 68,611 نسمة وذلك حسب إحصائيات سنة 2011. تبلغ مساحتها 161.10 كم².

## أعلام
- فابيو زولا
- برونوا كوستا
- بيدرو بينهو ماركيز
- فرنسيسكو ريس فيريرا
- رافا فونسيكا

## وصلات خارجية
- الموقع الرسمي